# Calea ferată transsiberiană
Calea ferată transsiberiană (Транссибирская магистраль, Транссиб în limba rusă, sau Transsibirskaia maghistral', Transsib) este o rețea de cale ferată care leagă Moscova și partea europeană a Rusiei cu Orientul Îndepărtat Rus, Mongolia, China și Marea Japoniei.

## Istorie
Proiectul și finanțarea construcției transsiberianului au fost aprobate de țarul Alexandru al II-lea al Rusiei. Fiul său, țarul Alexandru al III-lea al Rusiei a supravegheat construcția, numindu-l pe Serghei Witte director al Căilor ferate, în 1889. Bugetul imperial de stat a cheltuit 1 miliard 455 milioane ruble între 1891 și 1913, un record depășit numai de cheltuielile militare din primul război mondial.
În martie 1891, viitorul țar Nicolae al II-lea a inaugurat lucrările segmentului din extremul orient, la întoarcerea dintr-o vizită din Japonia. Pentru transportul familiei imperiale s-a stabilit construirea unui Tren al țarului.
Transsiberianul începe în St. Petersburg, la stația Moscova, și trece prin Moscova, Celeabinsk, Omsk, Novosibirsk, Irkutsk, Cita, Blagoveșcensk, Habarovsk și se termină la Vladivostok. Are o lungime de 9288 km și trece prin 8 fuse orare.
Trans-manciurianul este o linie construită de Rusia, care trece prin teritoriul de nord-est al Chinei (Manciuria), și a fost folosită pentru scurtarea călătoriei spre Vladivostok.
Linia Baikal-Amur a fost construită ca alternativă la porțiunile transsiberianului care treceau prea aproape de granița cu China. Se desprinde din transsiberian în Taișet, la vest de lacul Baikal, ocolește lacul pe la nord, ajungând la oceanul Pacific în dreptul localității Sovetskaya Gavan. A fost construit pe porțiuni, în diferite perioade, începând cu anii ’30 și a fost terminat în 1991.

## Necesitate a construcției și proiect
La sfârșitul secolului al XIX-lea, dezvoltarea Siberiei era îngreunată de slabele legături de transport atât în cadrul regiunii, cât și între Siberia și restul țării. În afară de Marea Rută Siberiană, drumuri bune pentru transportul pe roți erau puține și foarte depărtate între ele. Timp de aproximativ cinci luni pe an, râurile erau principala cale de transport; în anotimpul rece al anului, marfa și pasagerii erau transportați cu sănii pe drumuri de iarnă, multe din care erau aceleași râuri, acoperite de gheață.
Primul vapor cu aburi de pe Obi, Osnova lui Nikita Miasnikov, a fost lansată în 1844; dar începutul a fost dificil și abia în 1857 transportul pe vapoare cu aburi a început să se dezvolte serios în sistemul hidrografic al Obiului. Vapoare cu aburi au început să opereze și pe Enisei în 1863, iar pe Lena și Amur în anii 1870.
În timp ce Siberia de Vest, cu relieful său jos, era relativ bine servită de giganticul sistem hidrografic Obi–Irtîș–Tobol–Hulîm, marile râuri ale Siberiei de Est — Enisei, Angara Superioară (Râul Angara în aval de Bratsk nu era ușor navigabil din cauza repezișurilor), și Lena — erau navigabile doar pe direcția nord-sud. O încercare de a remedia situația prin construcția Canalului Obi-Enisei nu a avut un succes deosebit. Doar o cale ferată ar fi fost o soluție eficientă la problemele de transport ale regiunii.
Primele proiecte feroviare din Siberia au apărut după terminarea Calea ferată Moscova-Sankt Petersburg în 1851. Unul din primele proiecte a fost proiectul Irkutsk–Cita, propus de antreprenorul american W. Collins și susținut de ministrul transporturilor Constantin Posiet al cărui scop era legarea Moscovei de râul Amur, și astfel, de Oceanul Pacific. Guvernatorul Siberiei, Nikolai Muraviov-Amurski, era nerăbdător să vadă un progres al colonizării orientului îndepărtat rusesc, dar planurile lui nu se puteau materializa de vreme ce coloniștii trebuia să importe grâne și alte alimente din Coreea. La inițiativa lui Muraviov s-au efectuat studii în vederea construirii unei căi ferate în regiunea Habarovsk.
Până în 1880 guvernul central a ignorat practic aceste proiecte, din cauza slăbiciunii economice a Siberiei, a birocrației dificile și a temerilor de riscuri financiare. Ministrul de finanțe, contele Egor Kankrin scria:
Ideea de a acoperi Rusia cu o rețea feroviară nu doar că depășește orice posibilitate, dar chiar construirea unei căi ferate de la Petersburg la Kazan ar putea fi finalizată cel puțin peste câteva secole.
Proiectarea a durat 10 ani. S-au luat în considerare și rute alternative ca:
- Ruta de sud: prin Kazakhstan, Barnaul, Abakan și Mongolia.
- Ruta de nord: prin Tyumen, Tobolsk, Tomsk, Yeniseysk și linia actuală Baikal-Amur, sau chiar prin Yakutsk.

Se spune că inițial linia a avut o buclă de 7 km, deoarece când a fost trasată linia pe hartă, țarul avea din greșeală un deget pus în drum.
Constructorii au evitat sugestiile (făcute cu scopul de face economii) de a instala feriboturi în loc de poduri, luându-se decizia de a construi o cale ferată neîntreruptă.

## Construcție

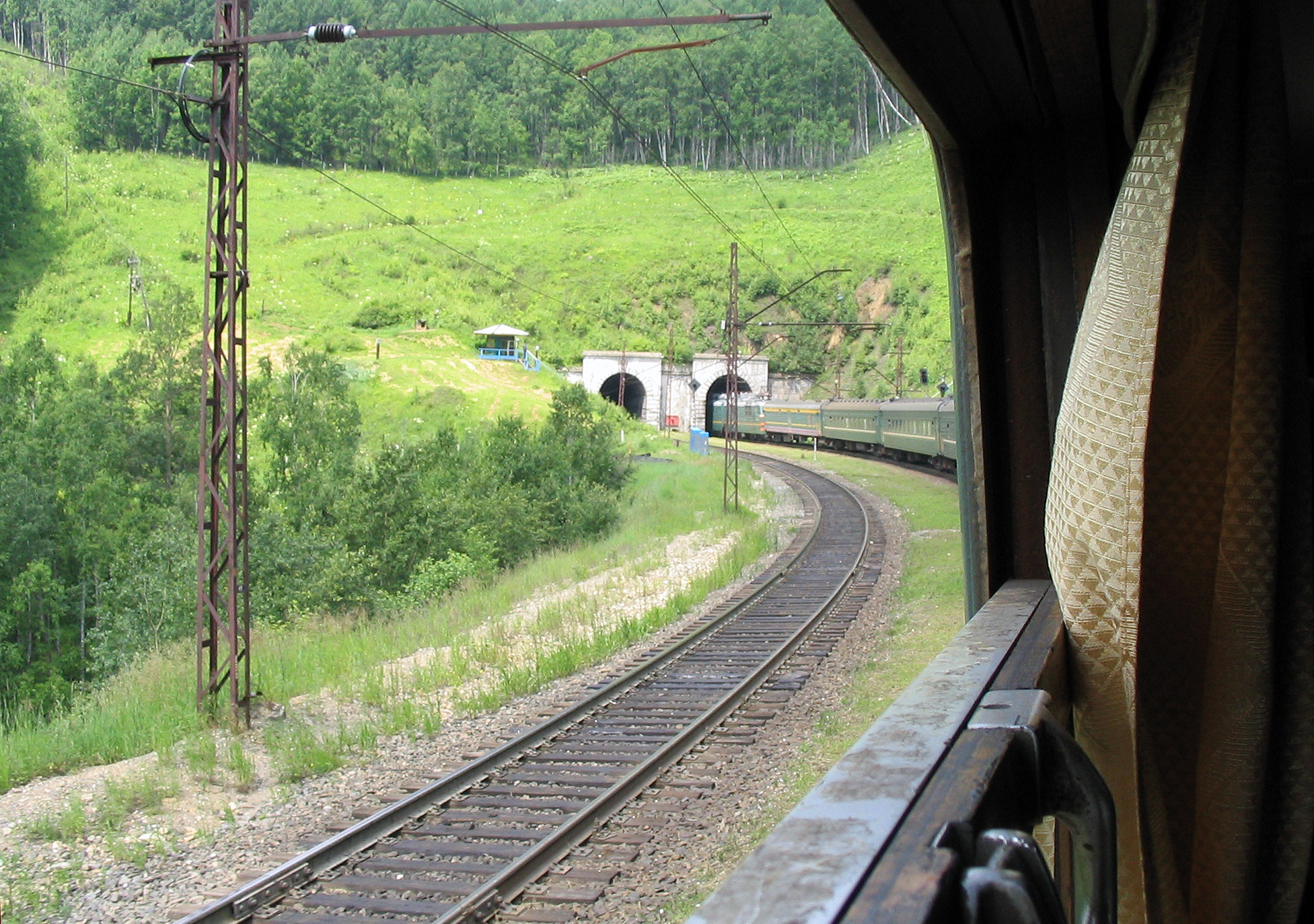
Tren intrând într-un tunel, la vest de Kultuk

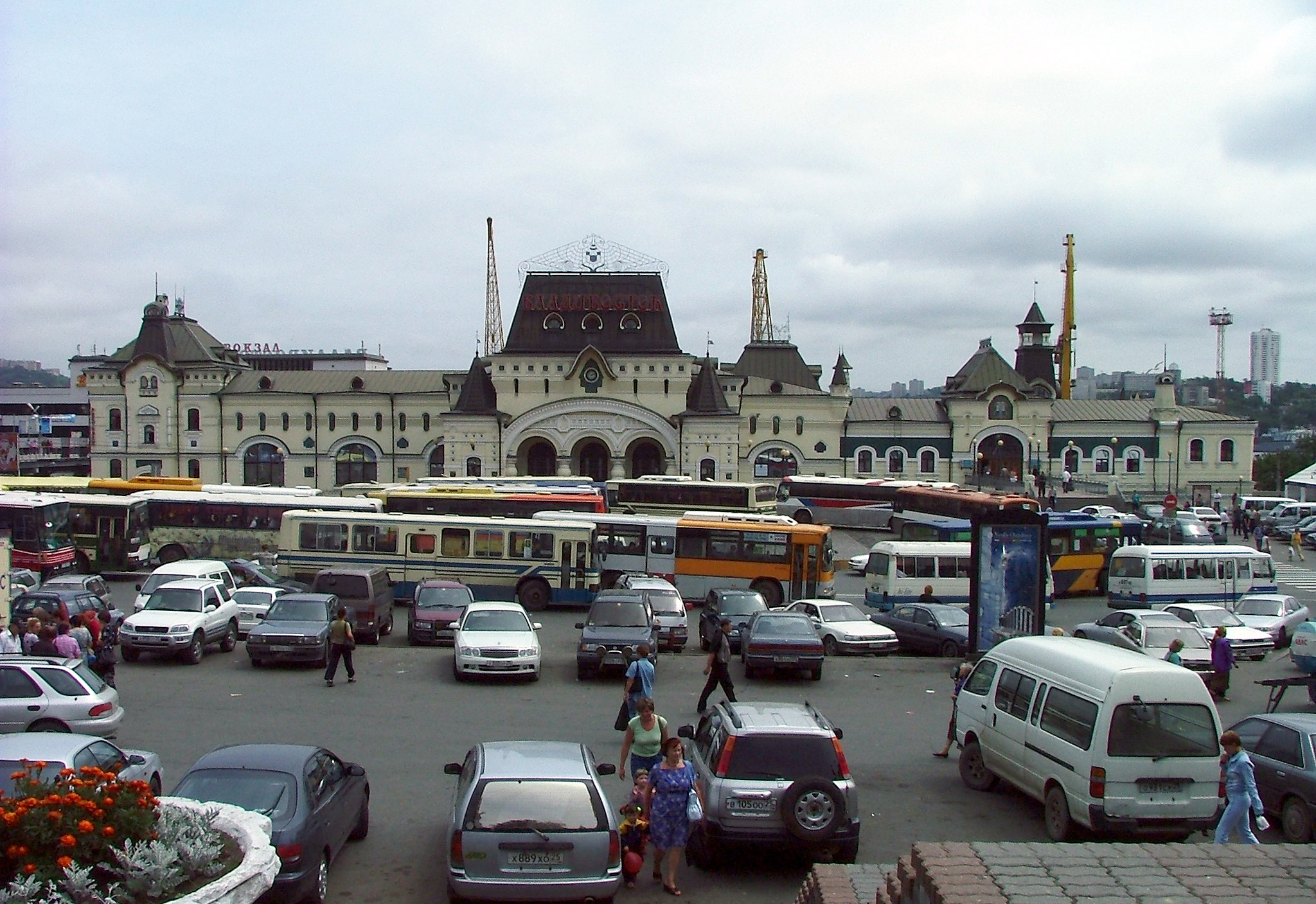
Gara Vladivostok, capătul estic al Trans-siberianului

Construcția a început din plin în 1891, condusă și supravegheată de Serghei Witte, ministrul de finanțe din acea vreme.
La fel ca la Calea ferată transcontinentală americană, inginerii ruși au început construcția de la ambele capete, avansând spre centru. Din Vladivostok linia merge spre nord, de-a lungul malului drept al râului Ussuri, până la Habarovsk, pe fluviul Amur.
În 1890 a fost construit un pod peste fluviul Ural și astfel calea ferată a intrat în Asia. Podul peste fluviul Obi a fost construit în 1898, micul oraș Novonikolaevsk, fondat în 1883, devenind un important centru al Siberiei, Novosibirsk. În 1898 primul tren ajunge la Irkutsk, pe malul lacului Baikal. Construcția căii ferate continuă spre est, peste râurile Shilka și Amur, ajungând la Habarovsk. Porțiunea Vladivostok-Habarovsk fusese terminată ceva mai devreme, în 1897.
Soldații armatei ruse, precum și condamnații la muncă forțată din Sahalin și alte locuri au participat la construcție. Unul din cele mai mari obstacole a fost lacul Baikal, aflat la 60 km est de Irkutsk. Linia a fost întreruptă de fiecare parte a lacului, pentru traversare fiind folosit un feribot spărgător de gheață, de construcție englezească. Pe timp de iarnă se foloseau sănii pentru transportul pasagerilor sau mărfurilor dintr-o parte a lacului în cealaltă. După construirea liniei Amur în 1916, la nord de granița chineză, linia ferată Petrograd-Vladivostok a devenit continuă, și rămâne până în ziua de azi cea mai lungă din lume. Linia a fost electrificată, în perioada 1929-2002, permițând astfel dublarea greutății trenurilor, până la 6000 tone.

## Urmări
Calea ferată transsiberiană a dat un avânt agriculturii siberiene, facilitând exporturile spre Rusia centrală și Europa. A influențat atât teritoriile pe care le lega direct, cât și pe cele de care era legată prin râuri navigabile.
În timp ce Siberia a început să exporte cereale ieftine spre vest, agricultura din Rusia centrală era în criză, datorită desființării iobăgiei, în 1861. Pentru a preveni eventuale conflicte sociale, în 1896 guvernul introduce o taxă pentru cerealele care treceau prin Celiabinsk și una similară în Manciuria. Aceasta a determinat modificarea exporturilor, acestea devenind pâinea și untul. Din 1896 până în 1913 Siberia a exportat în medie 501.932 tone de pâine anual.
Transsiberianul rămâne una din cele mai importante rute de transport în Rusia, aproximativ 30% din exporturile țării trecând pe aici. Linia e folosită de mulți turiști străini și de călători ruși.
Aproximativ 20.000 de containere sunt transportate spre Europa, Ministerul rus al transporturilor plănuind să mărească acest număr la 100.000.

## Războiul și revoluția
În războiul ruso-japonez (1904-1905), importanța strategică și limitările feroviare transsiberiene au contribuit la înfrângerea Rusiei în război. Deoarece linia era cu o singură linie, tranzitul a fost mai lent, trenurile trebuind să aștepte la trecerea trenului din sens opus în câteva gări. Acest lucru a limitat capacitatea liniei și creșterea timpului de tranzit. Un tren cu  trupe sau un tren care transportă personal rănit care călătoreau dinspre est spre vest întârzia sosirea trupelor, bunurilor și a munițiilor într-un tren care circula în sens opus, de la vest la est. Dificultățile de aprovizionare însemnau că forțele rusești aveau trupe și provizii limitate, în timp ce forțele japoneze cu linii mai scurte de comunicare puteau ataca și avansa.
După Revoluția Rusă din 1917, calea ferată a servit drept linie vitală de comunicare pentru Legiunea Cehoslovacă și armatele aliate care au venit cu trupe la Vladivostok în timpul intervenției siberiene a războiului civil rus. Aceste forțe au sprijinit guvernul rus alb al amiralului Alexander Kolchak, cu sediul în Omsk, și soldații albi ruși care luptau împotriva bolșevicilor pe frontul din Munții Urali. Intervenția a fost slăbită și în cele din urmă a fost înfrântă de luptătorii partizani care au explodat poduri și secțiuni de cale ferată, în special în regiunea volatilă dintre Krasnoyarsk și Chita .
Căile ferate transsiberiene au jucat, de asemenea, un rol foarte direct pe parcursul unor părți din istoria Rusiei, iar Legiunea Cehoslovacă a folosit trenuri puternic înarmate și blindate pentru a controla porțiuni mari de cale ferată în timpul războiului civil rus la sfârșitul Primului Războiul Mondial. Fiind una dintre puținele forțe de luptă organizate care au rămas în urma prăbușirii imperiale și înainte de preluarea controlului Armatei Roșii, cehii și slovacii au reușit să-și folosească organizația și resursele căilor ferate pentru a stabili o zonă temporară de control înainte de a continua spre Vladivostok, de unde au emigrat înapoi în Cehoslovacia.